# Међународна година физике
Година 2005. је била проглашена Међународном годином физике, такође познатом као Ајнштајнова година, у знак признања 100. годишњице „Године чуда“ Алберта Ајнштајна, у којој је објавио четири значајна рада, и потоњег оствареног напретка у области физике.

## Историја
Примењена физика је основа за већи део данашње технологије. Како би се подигла свест о физици широм света и ради прославе великог напретка постигнутог у овој области, Светски конгрес физичких друштава је предложио и Међународна унија чисте и примењене физике одлучила је да се 2005. обележава као Светска година физике  Ово је накнадно одобрио УНЕСКО.

## Одабране прославе
Светска година физике званично је почела конференцијом одржаном средином јануара у Паризу под називом Физика сутрашњице.
- У САД, Универзитет Мериленд је спонзорисао неколико активности у сарадњи са Смитсоновски институтом и НАСА.
- У Берлину је постављено шеснаест великих, црвених Е на делу чувеног булевара Унтер ден Линден.
- У Египту је Александријска библиотека организовала  симпозијум о Ајнштајну.
- Сан Марино је издао комеморативни новчић од 2 евра.
- Кирвитцеров дан 2005. у Кадању, Чешка Република, био је посвећен Ајнштајновим теоријама.
- Институт за теоријску физику Периметер, Ватерло, Онтарио, Канада, био је организатор Ајнштајн феста од 30. септембра до 23. октобра.[4]
- Beyond Einstein World Wide Webcast, у организацији ЦЕРН-а, одржан је 1. децембра 2005. године.
- Виолиниста Џек Либек и професор физике са Универзитета Оксфорд Брајан Фостер направили су заједничку презентацију, Ајнштајнов универзум, за Светску годину физике, и представили су свој пројекат широм света током 2010-их.[5][6]

- Један од 16 Ајнштајнових Е у Берлину
- Статуа у Квестакону, Канбера, Територија главног града Аустралије, 2005.